# Platyrhina hyugaensis
Platyrhina hyugaensis (лат.) — вид хрящевых рыб из семейства платириновых отряда хвостоколообразных. Это скаты, ведущие донный образ жизни, с крупными, уплощёнными грудными и брюшными плавниками в форме сердцевидного диска, длинным хвостом и двумя спинными плавниками. На спине имеется ряд крупных колючек. Шипы у основания хвоста отсутствуют. Обитают в северо-западной части Тихого океана на глубине до 50 м. Максимальная зарегистрированная длина 43,1 см. Platyrhina hyugaensis размножаются яйцеживорождением, эмбрионы изначально питаются желтком. Рацион состоит из червей, ракообразных и моллюсков.

## Таксономия
Впервые вид научно описан в 2011 году. Видовое название дано по месту обнаружения голотипа — море Хиюга Нада. Голотип представляет собой самца длиной 39,1 см, пойманного у берегов Миядзаки (31°31′59″ с. ш. 131°22′55″ в. д.). Паратипы: самки длиной 16,1—43,1 см и самцы длиной 20,2—27,9 см, пойманные там же; самки длиной 35,9—37,8 см, пойманные у берегов города Сима; самка длиной 33,5 см, пойманная недалеко от Кагосимы.

## Ареал
Platyrhina hyugaensis обитают в северо-западной части Тихого океана в умеренных водах южного побережья Японии. Они являются эндемиками моря Хиюга Нада. Эти скаты встречаются на песчаном мелководье до глубины 50 м.

## Описание
У Platyrhina hyugaensis грудные плавники образуют диск в форме сердца. Рыло притуплённое. Длинный хвост напоминает хвост акул, он слегка приплюснут, имеются боковые гребни. Имеются два крупных и закруглённых спинных плавника. Хвост оканчивается хвостовым плавником лишённым нижней лопасти. Зубы выстроены плотными рядами, образующими подобие тёрки, способной раскрошить панцирь жертвы. Кожа покрыта крошечными чешуйками. Внутри щёчно-глоточной полости также имеется несколько рядов зубцов. 
Вдоль хребта расположены крупные колючки загнутые в виде крючков. В передней части спины и вокруг глаз также имеется пара колючек (у самой маленькой пойманной особи их можно было обнаружить на ощупь). Колючки не имеют светлой окантовки. Имеется дополнительный латеральный ряд колючек по обе стороны хвоста, а ростральные шипы отсутствуют. Кожа покрыта крошечными чешуйками одинаковой формы и размера.

## Биология
Эти скаты размножаются яйцеживорождением. Летом они предпочитают держаться на песчаном мелководье. С марта по ноябрь они часто попадаются в сети на глубине до 50 м. С ноября по март они редко встречаются в уловах, на основании этих наблюдений можно сделать предположение, что зимой они стараются избежать низкой температуры воды.

## Взаимодействие с человеком
Эти скаты не представляют интереса для коммерческого рыболовства. Иногда они попадаются в качестве прилова при коммерческом промысле. Международный союз охраны природы присвоил виду статус «Уязвимые виды».   